# Tajmâat
La tajmâat, en tamazight : ⵜⴰⵊⵎⴰⵄⵜ tajmaεt ou ⴰⴳⵔⴰⵡ, agraw, est une institution sociale et politique pan-amazighe et présente dans la société d'Afrique du Nord notamment dans les régions amazighophone : Kabylie, Aurès, Mzab, Souss, Rif, Moyen-Atlas. Tajmaat est une assemblée composée uniquement d'hommes et le terme sert également à désigner le lieu où elle se tient. A ce titre, cette institution sociale ne permet pas une forme de démocratie universelle puisque les femmes (la moitié de la population) est discriminée alors que le droit algérien leur donne le droit de vote au meme titre que les hommes.

## Présentation et principe
La tajmaat est l’autorité dirigeante d'un village, souvent la seule, qui possède les pouvoirs judiciaires, celui de rédiger les qanun ou les izref (règles coutumières), et d'exécutif avec un rôle de police ou de collecte des amendes. Le montant des amendes est alloué aux dépenses collectives (travaux d’entretien du village, frais d’hospitalité, sacrifice d’automne...).  
Le chef de village, amghar ou ameqran, est élu par tajmâat, un amin qui exécute les décisions, et un oukil (amazzal au Maroc) chargé de la perception des amendes et de la gestion de  la mosquée en Kabylie, l'imam qui est souvent un marabout qui sert de secrétaire de tajmâat, fait les appels à la prière et sert parfois d'instituteur. 
En touareg la tajmaat s'appelle ameni ou ameney, la racine « mny » qui signifie « se voir réciproquement, se rencontrer », désigne en touareg « l’entrevue, la rencontre » au sens général ainsi que la « réunion » ou la « session » d’une assemblée politique.

## Reconnaissance
En 2024, le président algérien, Abdelmadjid Tebboune salue l'organisation sociale tajmâat (« ⵜⴰⵏⵎⴻⵜⵜⵉⵜ ⵏ “ⵜⴰⵊⵎⴰⵄⵜ” ») comme un exemple de démocratie participative et de modèle réussi en matière de gestion des affaires locales.
Le modele d'organisation participative d'une Tajmâat est d'ecrit ainsi par Ernest Renan : 
L’organisation politique kabyle représente l’idéal de la démocratie, telle que l’ont rêvé nos utopistes